# Rafaela Silva
Rafaela Lopes Silva (sinh ngày 24 tháng 04 năm 1992) là một võ sĩ judo người Brazil. Cô đã giành được một huy chương vàng tại Giải Vô địch Judo thế giới 2013 và tại Thế vận hội Mùa hè 2016 ở hạng cân 57 kg. Hiện tại, cô mang cấp bậc Trung sĩ thứ ba trong Hải quân Brazil và hoạt động tại Trung tâm Giáo dục Thể chất Đô đốc Nunes (CEFAN), Cục Thể thao Quân sự.
Vào tháng 8 năm 2013, cô là người Brazil đầu tiên giành huy chương vàng tại Giải Vô địch Judo thế giới. Vào ngày 8 tháng 8 năm 2016, cô đã giành được huy chương vàng hạng cân 57 kg tại Thế vận hội 2016.

## Tiểu sử
Rafaela Silva lớn lên trong Khu ổ chuột ở Rio de Janeiro, được gọi là Cidade de Deus. Môn thể thao đầu tiên cô thích là bóng đá, tập luyện với những đứa trẻ khác trong một bãi đất gần nhà cô ở Jacarepagua. Bởi vì bố mẹ cô lo ngại về vấn nạn đánh nhau và bạo lực trên đường phố, khi Rafaela 7 tuổi, bố mẹ cô, Luiz Carlos và Zenilda Silva đã đăng ký cho cô và em gái học các lớp Judo tự vệ vừa được thành lập tại Cidade de Deus bởi cựu vận động viên Flávio Canto.
"Tôi bắt đầu học judo vào năm 2000, sớm hơn dự định. Cha tôi muốn tôi học một môn thể thao như một giải pháp để tôi ngừng đánh nhau trên đường phố. Trong Judo, tôi thấy kỷ luật, tôi tôn trọng người khác và bắt đầu chơi thể thao một cách nghiêm túc. Judo cho tôi thấy thế giới. Với các lợi tôi nhận được, tôi hỗ trợ và giúp đỡ gia đình tôi thanh toán các hóa đơn."

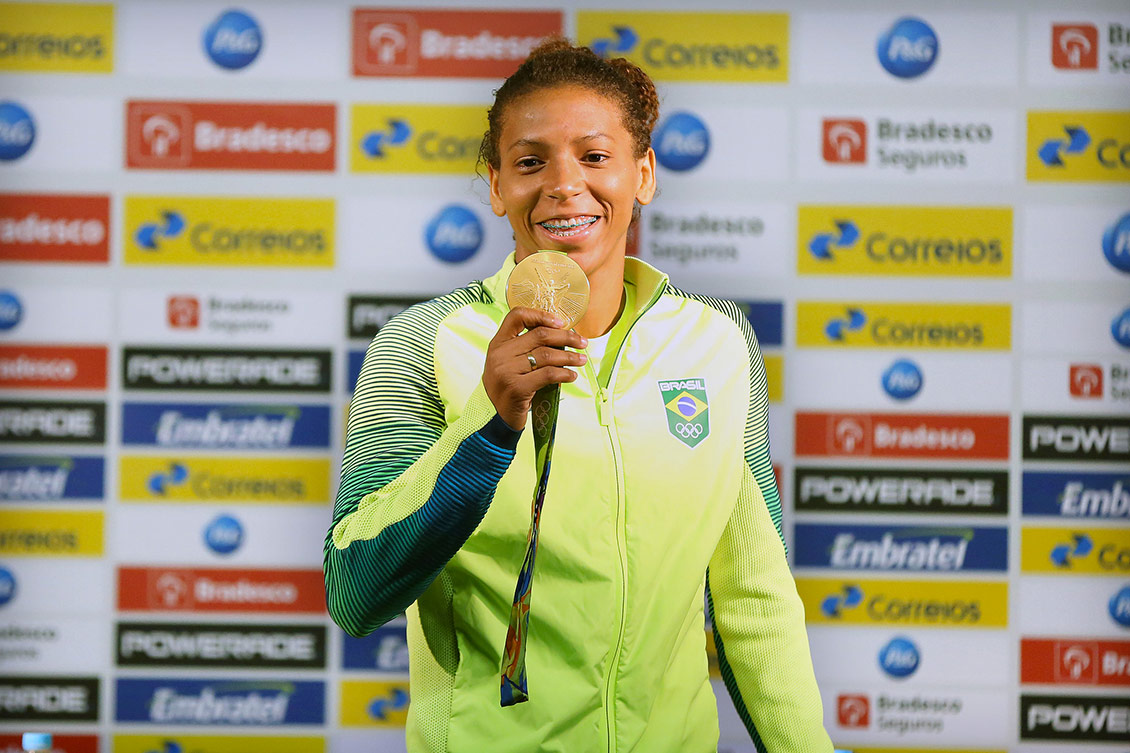
Rafaela Silva, chủ nhân của một huy chương vàng của Thế vận hội Olympic mùa hè năm 2016 tại Rio de Janeiro trong một nội dung thi đấu judo

Silva giành huy chương lớn đầu tiên là huy chương bạc tại Giải Vô địch Judo thế giới 2011 tại Paris. Trong Giải Vô địch Judo thế giới 2013 ở Rio de Janeiro, Silva trở thành người phụ nữ Brazil đầu tiên giành được huy chương vàng cho đất nước của mình tại Giải Vô địch Judo thế giới sau khi đánh bại võ sĩ người Mỹ Marti Malloy ở trận chung kết. Cô ấy lặp lại chiến công tại Thế vận hội mùa hè 2016 bằng cách đánh bại võ sĩ người Mông Cổ Sumiya Dorjsuren trong trận chung kết, giành được huy chương vàng đầu tiên cho nước chủ nhà.
Tại Thế vận hội mùa hè 2012 ở London, Rafaela đã bị loại bởi các trọng tài ở vòng hai bởi một quyết định sai luật. Khoảnh khắc khó phai nhất trong sự nghiệp thể thao của Rafaela. Nó kết thúc trở thành một nạn nhân của phân biệt chủng tộc trên các mạng xã hội. Khi trở về nhà, cô trở nên chán nản. Cô dành rất nhiều thời gian ở, không muốn rời đi. "Rất nhiều người đến để nói rằng cô ấy cần phải quay lại," người mẹ nói. Vào tháng 12 năm 2012, cô là một huy chương đồng tại Grand Slam of Tokyo (hạng cân lên tới 63 kg).

## Cuộc sống cá nhân
Trong một cuộc phỏng vấn với Globo Sports, Rafaela đã nói về mối quan hệ của cô với học sinh Thamara Cezar, người mà cô biết tại nơi học võ.